# Спарапани, Сенаторе
Сенаторе Спарапани (итал. Senatore Sparapani; 8 июля 1847, Рим — 1926, Флоренция) — итальянский оперный певец (баритон).
В детские годы учился живописи, затем переключился на музыку и окончил в Риме Национальную академию Св. Цецилии по классу вокала Джованни Лонги. Изучал также композицию под руководством Теодуло Мабеллини.
В 1867 г. дебютировал на оперной сцене в Верчелли, исполнив партию Ренато в опере Джузеппе Верди «Бал-маскарад». В дальнейшем пел на ведущих итальянских оперных сценах (включая Ла Скала и Сан-Карло), в лондонском Театре Друри-лейн, в Барселоне, Порту, Нью-Йорке, Буэнос-Айресе. Единственная собственная опера Спарапани, «Дон Сезар де Базан», была поставлена в 1886 году в Милане. В поздние годы преподавал частным образом в Риме, был одним из первых учителей Титта Руффо.